# George Randolph
George Wythe Randolph (Monticello, Charlottesville 10 maart 1818 - Edge Hill, nabij Charlottesville, 3 april 1867) was een Amerikaans politicus en militair.

## Biografie

### Familie
Zijn vader was Thomas Mann Randolph, Jr. (1768-1828), behorende tot een van de eerste families van Virginia (First Families of Virginia). Hij was een rechtstreekse nakomeling van John Rolfe en zijn Indiaanse vrouw Pocahontas. De eerste minister van Justitie van de Verenigde Staten van Amerika, Edmund Randolph, behoorde ook tot de Randolph familie. Thomas Mann Randolph trouwde in 1790 met Martha Washington Jefferson (1772-1836), de dochter van Thomas Jefferson (1743-1826), president van de Verenigde Staten. Jefferson was ook de stichter van het landgoed Monticello (Charlottesville, Virginia), waar George Wythe Randolph op 10 maart 1818 werd geboren.

### Opleiding en carrière
George Wythe Randolph was van 1831 tot 1836 adelborst bij de Amerikaans marine (United States Navy) en daarna bezocht hij Harvard College en van 1837 tot 1839 studeerde rechten aan de Universiteit van Virginia. Na zijn afstuderen was hij advocaat in Richmond, Virginia. Op 10 april 1852 trouwde hij met Mary Elizabeth Adams (1826-1871), een rijke weduwe. Het echtpaar behoorde tot de society van Richmond en mevr. Randolph had een drukbezochte salon.
George Wythe Randolph was tot aan de afscheiding van de Zuidelijke staten - welke leidde tot de oprichting van de Geconfedereerde Staten van Amerika (CSA) - niet politiek actief. Na de eerste secessie van zevens Zuidelijke staten (december 1860 - februari 1861) trad hij als lid van het Huis van Afgevaardigden van de staat Virginia als voorstander van afscheiding van Virginia op de voorgrond. Op 17 april 1861 stemde hij voor de afscheiding van Virginia. De afscheiding van Virginia leidde tot de afscheiding van nog drie Zuidelijke staten van de Verenigde Staten van Amerika. De president van de CSA, Jefferson Davis, benoemde een speciale missie bestaande uit Randolph, William B. Preston en Alexander H.H. Stuart, die naar Washington afreisde met als doel een gewapend conflict tussen de CSA en de VS te voorkomen. Op 12 april spraken Randolph en de andere twee leden van de missie met president Abraham Lincoln. Lincoln bleef echter onvermurwbaar: de afscheiding van de Zuidelijke staten van illegaal en moest ongedaan worden, alleen dan kon een oorlog worden voorkomen. De missieleden keerden daarop naar Richmond (hoofdstad van de CSA) terug (15 april 1861).
Randolph besloot na het uitbreken van de Amerikaanse Burgeroorlog dienst te nemen in het leger van de Geconfedereerde Staten van Amerika. Onder het commando van generaal John Bankhead Magruder streed hij als majoor bij de Slag bij Big Bethel (juni 1861). Op 12 februari 1861 werd hij bevorderd tot brigadier-generaal.

### Minister van Oorlog
George Wythe Randolph werd op 18 maart 1862 door president Davis benoemd tot minister van Oorlog (Secretary of War). Hij volgde hiermee Judah P. Benjamin op, die dit ambt enkele maanden vervulde. Al snel raakte hij gebrouilleerd met president Davis, enkele ministers en generaals over de toe te passen oorlogsstrategie ten westen van de Mississippi. Uiteindelijk nam Randolph op 15 november 1862 ontslag. James A. Seddon volgde hem als minister van Oorlog op.

### Overlijden
Vanwege zijn slechte gezondheid vestigde Randolph zich in Zuid-Frankrijk. In de loop van 1865 keerde hij naar Virginia terug waar hij op 3 april 1867 aan de gevolgen van een longontsteking op het landgoed Edge Hill (bij Charlottesville) overleed. De 49-jarige George Wythe Randolph werd begraven in het familiegraf van de Jeffersons op landgoed Monticello.

## Trivia
- Hij is vernoemd naar George Wythe (1726-1806), een ondertekenaar van Amerikaanse Onafhankelijkheidsverklaring
- Zijn portret staat afgebeeld op het 100 dollar biljet van de CSA

## Verwijzingen
1. ↑  De First Families stamden uit de Britse adel of gentry
2. ↑  http://www.familysearch.org/Eng/Search/AF/individual_record.asp?recid=37422903&lds=0&region=-1&regionfriendly=&frompage=99
3. ↑  Jefferson Davis, American, door: William J. Cooper, Jr., 2000, blz. 412
4. ↑  Jefferson Davis, American, door: William J. Cooper, Jr., 2000, blz. 445

- Gemeinsame Normdatei: 118866818
- International Standard Name Identifier: 0000 0000 4205 0840
- Library of Congress Control Number: n87857705
- Nederlandse Thesaurus van Auteursnamen: 074546090
- SNAC: w6sx6k4c
- Virtual International Authority File: 69727111
- WorldCat: E39PBJhxjMrxtmvpCkC9Y9g9Xd